# پرنده دورشوی خاکستری
پرنده دورشوی خاکستری (نام علمی: Corythaixoides concolor) نام یک گونه از سرده پرنده دورشو است.